# Bissau
Bissau – stolica Gwinei Bissau. Jest największym miastem i głównym portem kraju z 427 400 mieszkańcami (2007). Położone na wyspie u ujścia rzeki Gêba do Oceanu Atlantyckiego.

## Historia
Miasto założone zostało w 1687 przez Portugalczyków jako ufortyfikowany port, będąc w tamtych czasach ośrodkiem handlu niewolnikami. W XIX wieku nabrało rangi największego centrum handlowego na terenie Gwinei Portugalskiej. W 1942 roku miasto stało się stolicą regionu. W 1974 roku zostało stolicą niepodległej Gwinei Bissau.

## Gospodarka
Przemysł spożywczy, drzewny, rzemiosło; międzynarodowy port lotniczy Bissau. Główne produkty z tych terenów to olej palmowy, orzeszki ziemne i guma.

## Turystyka
Głównymi atrakcjami miasta jest coroczny karnawał oraz liczne plaże. W Bissau znajduje się także Narodowy Instytut Sztuk, biblioteka narodowa działająca w ramach Instituto Nacional de Estudos e Pesquisa, uniwersytet, archiwum, katedra oraz stadion. Podczas wojny domowej (1998-1999) centrum zostało bardzo zniszczone, w ruinę popadł między innymi Pałac Prezydencki i Francuskie Centrum Kultury (obecnie odbudowane). Reszta miasta nie zdążyła się jeszcze dobrze rozwinąć.

## Sport
Piłka nożna to najpopularniejszy sport w mieście, jak i w całym kraju. W mieście działa wiele drużyn piłkarskich, takich jak: UD Internacional, SC de Bissau, SC Portos de Bissau, Sport Bissau e Benfica czy FC Cuntum. Znajdują się tutaj dwa stadiony: Estádio 24 de Setembro oraz Estádio Lino Correia.

## Miasta partnerskie
- Águeda, Portugalia
- Lizbona, Portugalia
- Dakar, Senegal
- Tajpej, Republika Chińska
- Ankara, Turcja
- Lagos, Nigeria